# IC 1788
IC 1788 est une vaste galaxie spirale barrée située dans la constellation du Fourneau. Sa vitesse par rapport au fond diffus cosmologique est de (3326 ± 16) km/s, ce qui correspond à une distance de Hubble de 49,1 ± 3,4 Mpc (∼160 millions d'al). IC 1788 a été découverte par l'astronome américain Lewis Swift en 1897.
La classe de luminosité de IC 1788 est IV et elle présente une large raie HI.
À ce jour, près d'une quinzaine de mesures non basées sur le décalage vers le rouge (redshift) donnent une distance de 53,157 ± 8,284 Mpc (∼173 millions d'al), ce qui est à l'intérieur des valeurs de la distance de Hubble.  

## Groupe de IC 1788
IC 1788 est la plus grosse et la plus brillante galaxie d'un groupe d'au moins 4 galaxies qui porte son nom. Les autres galaxies du groupe de IC 1788 sont NGC 857, IC 1783 et ESO 415-1. 